# رولف سورينسن
رولف سورينسن (بالدنماركية: Rolf Sørensen)‏ مواليد 20 أبريل 1965 في الدنمارك، هو دراج دانمركي سابق في صنف سباق الدراجات على الطريق. سبق أن شارك في دورة الألعاب الأولمبية الصيفية وفاز بميدالية أولمبية.

## سجل النتائج

### سباقات أو مراحل فاز بها
- طواف فرنسا
- طواف سويسرا
- طواف إيطاليا

## الميداليات
| الميدالية | المسابقة                       |
| --------- | ------------------------------ |
| فضية      | الألعاب الأولمبية الصيفية 1996 |

## روابط خارجية
- رولف سورينسن على موقع أرشيف الدراجات (الإنجليزية)
- رولف سورينسن على موقع إحصائيات الدراجات الإحترافية (الإنجليزية)
- رولف سورينسن على موقع CycleBase (الإنجليزية)
- رولف سورينسن على موقع أوليمبيديا (الإنجليزية)
- DCU profile